# Radio Nacional (Argentine)
 (août 2017).
Si vous disposez d'ouvrages ou d'articles de référence ou si vous connaissez des sites web de qualité traitant du thème abordé ici, merci de compléter l'article en donnant les références utiles à sa vérifiabilité et en les liant à la section « Notes et références ».
Pour les articles homonymes, voir RNA.
Radio Nacional, également Radio Nacional Argentina (RNA), est le réseau de radiodiffusion national argentin. Il fait partie du système de média public argentin. Il a commencé à émettre en 1937 sous le nom de LRA Radio del Estado, prenant son nom actuel en 1957. Depuis 1949, Radio Nacional pilote également Radiodifusión Argentina al Exterior, le service international de radiodiffusion argentin, qui émet en de nombreuses langues.

## Programmes

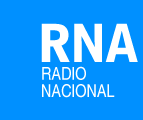
Logo employé par Radio Nacional jusqu'en 2006.

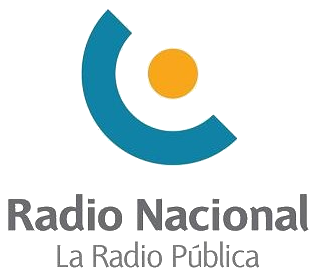
Logo employé par Radio Nacional jusqu'en 2021.

La programmation (en) porte principalement sur les informations, la culture et l'histoire de l'Argentine. Les programmes musicaux incluent toutes sortes de musiques argentines, depuis le folklore jusqu'au tango, en passant par le rock argentin.
RNA diffuse également les retransmissions des matches de l'équipe nationale de football, et d'autres programmes sportifs, en particulier les Jeux olympiques.

## Stations
Le siège du réseau se trouve à Buenos Aires, où se trouvent les studios d'où sont émis les différents programmes. Le réseau comportent plusieurs stations annexes, qui retransmettent les émissions de Buenos Aires, mais produisent également leurs propres programmes.
- LRA1 Radio Nacional Buenos Aires (es)
- LRA2 Radio Nacional Viedma (es), province de Río Negro
- LRA3 Radio Nacional Santa Rosa, province de La Pampa
- LRA4 Radio Nacional Salta, province de Salta
- LRA5 Radio Nacional Rosario (es), province de Santa Fe
- LRA6 Radio Nacional Mendoza, province de Mendoza
- LRA7 Radio Nacional Córdoba (es), province de Córdoba
- LRA8 Radio Nacional Formosa province de Formosa
- LRA9 Radio Nacional Esquel (es), province de Chubut
- LRA10 Radio Nacional Ushuaia e Islas Malvinas (es), province de Terre de Feu
- LRA11 Radio Nacional Comodoro Rivadavia (es), province de Chubut
- LRA12 Radio Nacional Santo Tomé, province de Corrientes
- LRA13 Radio Nacional Bahía Blanca, province de Buenos Aires
- LRA14 Radio Nacional Santa Fe, province de Santa Fe
- LRA15 Radio Nacional Tucumán, province de Tucumán
- LRA16 Radio Nacional La Quiaca, province de Jujuy
- LRA17 Radio Nacional Zapala, province de Neuquén
- LRA18 Radio Nacional Río Turbio, province de Córdoba
- LRA19 Radio Nacional Puerto Iguazú, province de Misiones
- LRA20 Radio Nacional Las Lomitas, province de Jujuy
- LRA21 Radio Nacional Santiago del Estero, province de Santiago del Estero
- LRA22 Radio Nacional Jujuy, province de Jujuy
- LRA23 Radio Nacional San Juan, province de San Juan
- LRA24 Radio Nacional Río Grande (es), province de Terre de Feu
- LRA25 Radio Nacional Tartagal (es), province de Salta
- LRA26 Radio Nacional Resistencia, province du Chaco
- LRA27 Radio Nacional Catamarca, province de Catamarca
- LRA28 Radio Nacional La Rioja, province de La Rioja
- LRA29 Radio Nacional San Luis, province de San Luis
- LRA30 Radio Nacional Bariloche, province de Río Negro
- LRA36 Radio Nacional Arcángel San Gabriel (es) - base antarctique Esperanza, Antarctique argentin
- LRA42 Radio Nacional  Gualeguaychú, province d'Entre Ríos
- LRA51 Radio Nacional Jachal, province de San Juan
- LRA52 Radio Nacional Chos Malal, province de Neuquén
- LRA53 Radio Nacional San Martín de los Andes (es), province de Neuquén
- LRA54 Radio Nacional Ingeniero Jacobacci, province de Río Negro
- LRA55 Radio Nacional Alto Río Senguer, province de Chubut
- LRA56 Radio Nacional Perito Moreno, province de Santa Cruz
- LRA57 Radio Nacional El Bolsón, province de Río Negro
- LRA58 Radio Nacional Río Mayo, province de Chubut
- LRA59 Radio Nacional Gobernador Gregores, province de Santa Cruz

On notera que, pendant la guerre des Malouines, une station radio émit brièvement depuis l'archipel, sous le nom de LRA60 Radio Nacional Islas Malvinas. Elle émit entre le 2 avril et le 14 juin 1982.